# Тринкер, Борис Давидович
Тринкер, Борис Давидович (3 января 1914, город Курск — 21 июля 2004, Кёльн) — советский учёный, кандидат технических наук, лауреат Государственной премии СССР в области науки и техники (1969).   
Разработал систему проектирования и подбора составов особопрочного, осободолговечного всепогодного бетона для специального строительства в том числе для Останкинской телебашни в Москве, в 1948 году получил патент на первый в стране пластификатор для бетона ССБ, который был потом модифицирован и применялся в миллионах кубометрах бетона, а в других странах с помощью пластификаторов в XXI веке строят здания высотой 600—800 метров.

## Биография
- Родился в семье Давида и Евгении Тринкер, чьи предки происходят из Австрии и Польши.
- Учился в Курском аэроучилище, не окончил из-за отсутствия средств к существованию.[1]
- 1937 — 1939 — учёба по специальности «технологии силикатов» на Силикатном Факультете Московского Химико-Технологического Института имени Д. И. Менделеева
- июнь 1939 — диплом с отличием, присвоение квалификации «инженер-технолог», начало обучения в аспирантуре Московского Химико-Технологического Института имени Д. И. Менделеева (академик П. А. Ребиндер, проф. В. Н. Юнг)
- 30.11.1939 — декабрь 1945 — участник Советско-Финской и Великой Отечественной войны. Mесто призыва: Советский РВК, Московская обл., г. Москва, Советский р-н; помощник начальника химической службы, командир взвода 104-й стрелковой дивизии, капитан. С 22.06.1941 года Ленинградский военный округ, 14-я армия, 42-й стрелковый корпус, с 24.06.1941 Северный фронт, c 01.09.1941 года Карельский фронт, c 01.05.1942 года 19-я армия Карельского фронта, c 01.10.1944 года 133-й стрелковый корпус, c 01.01.1945 года 2-й Украинский фронт, 133-й стрелковый корпус, c 01.02.1945 года 3-й Украинский фронт 26-я армия, c 01.04.1945 года 57-я армия 6-й гвардейский стрелковый корпус.

«Капитан Тринкер Борис Давидович участвовал во многих боях с немецкими захватчиками с первого дня отечественной войны в действующей Красной Армии. Командуя взводом и ротой неоднократно ходил в тыл врага и во всех случаях выполнял поставленные перед ним боевые задачи. В условиях Заполярья-бездорожья исполняя должность помощника по снабжению бесперебойно снабжал части боеприпасами и продовольствием. В февральских боях (1945 года) в Венгрии благодаря своим организаторским способностям сумел снабдить части зажигательными бутылками в результате чего частями было сожжено 7 танков противника. Много работал по обучению личного состава дивизии применению зажигательных средств и хим. защиты. За время войны вырос от младшего командира до капитана. Достоин награждения Орденом Отечественной Войны II степени. Из наградного листа от 16 мая 1945.» 
- 1946 — 1955 — работал в должности м.н.с. в НИИ-200 Минобороны СССР занимаясь строительством морских портов Находка, Калининград, Севастополь и учился в аспирантуре Московского Химико-Технологического Института имени Д. И. Менделеева (научный руководитель д.т. н.,проф. В. Н. Юнг)
- 24.12.1948 — авторское свидетельство № 389114 на пластифицирование цементов и бетонов
- 1952 — творческое участие в представленной на соискание Сталинской премии за 1952 год работе «Новые способы производства и использования лигносульфонатов в народном хозяйстве (пластификаторы, цементы и бетоны)». Б. Д. Тринкер исследовал влияние пластифицирующих добавок на свойства цементов, растворов и бетонов, разработал методы применения добавок, внедрил на строительствах Минстроя, в том числе на Дальнем Востоке, пластифицирующие добавки в пластифицированный цемент. В соответствии с Постановлением Совета Министров разработал совместно с ДОРНИИ МВД и ВНИИГ МЭС СССР «Инструкцию по изготовлению бетона с применением пластифицированного цемента или обычного цемента с добавкой на месте работ концентратов сульфитно-спиртовой барды».
- 1955 — кандидат технических наук. Диссертация на тему «Влияние поверхностно-активных веществ (ПАВ) и электролитов на процессы твердения и морозостойкость бетона»
- 1955 — 1966 — ВНИИмонтажспецстрой (высотные и специальные железобетонные сооружения)
- сентябрь 1966—1993 — заведующий лабораторией высотных и специальных сооружений и конструкций (№ 10) научно-исследовательского технологического и проектного институты ВНИПИ «Теплопроект» Минмонтажспецстроя СССР, Москва.

Основная тематика лаборатории включала обследование и изучение состояния дымовых и вентиляционных труб и разработку новых проектных решений. Эта работа проводилась совместно лаб. № 5, 10 и отделом проектирования промышленных дымовых труб. Проводились исследования, направленные на создание специальных бетонов высокой морозостойкости для башенных гиперболических градирен и плотных бетонов, твердеющих в условиях непосредственного соприкосновения с породой, замороженной до −25°С, для бетонирования закрепного пространства калийных шахт. Проводились исследования и были разработаны основные положения теории коррозии бетона под воздействием сернистого газа. Разрабатывались способы противокоррозионной защиты и ремонта бетона стволов труб и башенных градирен, цементно-полимерные бетоны повышенной коррозионной стойкости. Большое место в исследованиях занимали вопросы управления структурой и свойствами бетонов путём применения поверхностно-активных веществ и электролитов, не вызывающих коррозию арматуры, в том числе бетонов, предназначенных для возведения труб и других сооружений в скользящей опалубке (руководитель Б. Д. Тринкер).
По хозяйственным договорам проведено обследование 60 железобетонных труб и даны рекомендации по их ремонту или восстановлению. В результате проведённых работ были разработаны общесоюзные и ведомственные нормативные документы по производству бетонных работ при возведении дымовых железобетонных труб, башенных гиперболических градирен, калийных шахт, тяжёлых морских причалов, по противокоррозионной защите труб и градирен и др. Разработаны ведомственные нормативные документы по приготовлению и применению торкрет-масс для тепловой изоляции, а также огнезащитных штукатурок и жаростойких растворов. Серьёзной работой являлось обобщение результатов исследовательских работ и опыта строительства железобетонной опоры (высотой 385,6 м) телевизионной башни в Останкино. При строительстве этого уникального сооружения были предъявлены специальные требования к качеству цемента и заполнителей бетона. Лабораторией проводился жёсткий контроль и борьба за выполнение всех технических требований при возведении башни. Были получены данные о влиянии вещественного состава цемента (щелочей, окиси железа) и структуры минералов (алита и белита) на свойства бетонных смесей и затвердевшего бетона. За строительство телевизионной башни в Останкино Б. Д. Тринкеру была присуждена Государственная премия СССР.
«Я всего лишь автор инструкции по применению бетона — сказал о себе генеральный контролёр Борис Тринкер. Я думаю, что эта инструкция — второй проект башни. Тринкер первым имел дело с неповторимым серо-стального цвета останкинским бетоном ещё за два года до того, как уложили его в ствол. Одним словом, Борис Тринкер — создатель бетона, из которого сделана башня. Образно говоря, он автор слов, из которых сочинили великолепную песню. … „Башня будет вечной“ — говорит генеральный контролёр по бетону. Даже железобетон не вечен. Это хорошо знают на химических заводах, где свирепствуют кислоты, в северных портах, где мороз не хуже кислот расправляется с бетоном. Но практика знает и другое — порт Находку, построенный из бетона, который проектировал Тринкер. Этот новый порт блестяще выдерживает поединок с Ледовитым океаном и прочность его не ухудшается. Секрет долголетия состоит в ССБ, что означает — сульфитно-спиртовая барда, добавляемая в малых дозах в раствор бетона. ССБ — именно та изюминка, без которой не было бы и останкинского бетона марки „400“.» 
- 06.11.1969 — Государственная премия СССР в области науки и техники «За возведение Останкинской телебашни»
- 09.08.1991 — Премия Совета Министров СССР «За разработку новых конструкций и освоение прогрессивной технологии возведения высотных монолитных железобетонных дымовых труб»

В соответствии с разработанными лабораторией требованиями к бетону и его свойствам ежегодно возводилось около 65 железобетонных промышленных труб высотой от 100 до 330 м. В XX веке построено более 60 труб высотой более 320 м новых конструкций с противодавлением в вентилируемом зазоре между стволом и футеровкой, разработанных лаб. № 5, 10 и отделом проектирования промышленных труб института. На Углегорской, Запорожской, Рязанской ГРЭС в 1970—1974 построены дымовые трубы высотой 320 м новой конструкции. Исследование, проектирование и подбор составов бетона для всех дымовых труб были произведены лаб. № 10 под руководством Б. Д. Тринкера. С применением полимерцементного лёгкого бетона ПЦБ впервые построена дымовая труба № 2 высотой 330 м на Экибастузской ГРЭС-1 в 1981 и самая высокая в Мире труба высотой 420 м на Экибастузской ГРЭС-2 в 1985. Серию дымовых труб высотой 330 м с кремне-бетонными стволами при авторском надзоре лаб.№ 10, было осуществлено на Киришской ГРЭС, на Зуевской ГРЭС-2, на Ново-Ангренской ГРЭС, труба № 1 на Экибастузской ГРЭС-1, на Азербайджанской ГРЭС в 1977—1983. Уникальные трубы новой конструкции с полимер-силикатным ПСБ внутренним стволом, для эксплуатации в сверх-высокой агрессивной среде были построены на Сибирских ГРЭС. По инструктивным документам, разработанным лаб. № 5 и 10, построены стволы Березниковского, Соликамского и Селигерского калийных комбинатов и тяжёлый морской причал в Баренцевом море. При технической помощи лаб. № 10 построены первые в СССР конические железобетонные дымовые трубы высотой 180 и 250 м в скользящей опалубке на ТЭЦ-25, ТЭЦ-26, ТЭЦ-23 и гиперболические градирни высотой 82 м (полная высота с колоннадой 90 м.) на ТЭЦ-21, −22, −23, −24, −25, −26 (г. Москва), на Ленинградских ТЭЦ, Киевской ТЭЦ-6, Гомельской ТЭЦ впервые в СССР : в скользящей опалубке, с суперпластификаторами ЛТМ и с бетононасосами, на Ровенской АЭС и Ново-Ангренской ГРЭС возведены уникальные самые мощные в мире градирни высотой и диаметром по 150 м (гиперболические параболлоиды). Все высотные сооружения возведены из бетона с суперпластификатором ЛТМ созданным в лаб.№ 10 (первое в мире изобретение ПАВ-лигносульфонатов в 1948 году — ССБ), чтобы применить литьевую-безвибрационную технологию, одновременно получить сверх-прочный и сверх-долговечный Бетон, и также улучшить экологию страны. В лаб. № 10 запроектирован и подобран бетон для возведения памятника В. И. Ленину в г. Волгограде, разработаны методы реставрации и под руководством руководителя лаборатории осуществлена работа на главном монументе «Родина-мать» памятника-ансамбля героям Сталинградской битвы на Мамаевом кургане в г. Волгограде в 1969—1971, и на 3000-кубовых фундаментах цехов метанола на Новгородском химкомбинате «СОЮЗАЗОТ» которые испытывали пульсирующие под давлением 200 атмосфер нагрузки, в 1982—1983. За время работы в институте Теплопроект сотрудники лаборатории № 10 получили 35 авторских свидетельств на изобретения, защитили три кандидатских диссертации, опубликовали более 250 статей и три книги по профилю работ института.
- Похоронен на еврейском кладбище в Кёльне.[1]

## Награды
- Государственная премия СССР в области науки и техники (1969)
- Премия Совета Министров СССР (1991)
- Орден Отечественной войны I степени (06.04.1985)
- Орден Отечественной войны II степени (16.05.1945)
- Орден Красной Звезды
- Орден Славы II степени
- Медаль «За взятие Будапешта»
- Медаль «За оборону советского Заполярья»
- Медаль «За победу над Германией в Великой Отечественной войне 1941—1945»,
- Медаль «В память 800-летия Москвы», 5 ноября 1948,
- Медаль «За доблестный труд, в ознаменование 100-летия со дня рождения В. И. Ленина», апрель 1970,
- Медаль «За трудовую доблесть», 9 августа 1966, № 412084,
- Медаль «Ветеран труда СССР», 28 августа 1975,
- Медаль "В память 850-летия Москвы, 26 февраля 1997,
- Медали «За успехи в народном хозяйстве СССР» : золотые, серебряные и бронзовые ВДНХ СССР, и другие медали.

## Научные труды
- (1950) Тринкер, Б. Д. Из опыта производства и применения пластичного шлакового цемента. М-во строительства предприятий машиностроения СССР. Техн. упр. НИИ по строительству. Отд. техн. информации. — Москва : Машстройиздат, 1950. — 8 с.
- (1951) Тринкер, Б. Д.; Стольников, В. В. Инструкция по изготовлению бетона с применением пластифицированного цемента или обычного цемента с добавкой на месте работ концентратов сульфитно-спиртовой барды. (ИМ-202-51). Под редакцией Б. Г. Скрамтаева. Гос. ком. Совета Министров СССР по делам строительства. — Москва : Гос. изд-во лит. по строительству и архитектуре, 1951. — 16 с.
- (1952) Тринкер, Б. Д. Применение пластифицированного цемента и пластифицирующих добавок к бетону /М-во строительства предприятий машиностроения СССР. Техн. упр. Науч.-исслед. ин-т по строительству. — Москва Ленинград : Гос. изд-во лит. по строительству и архитектуре, 1952. — 60 с. : ил. ; 22. — Библиогр.: с. 59-60 (24 назв.).
- (1955) Тринкер, Б. Д. Влияние поверхностноактивных веществ и электролитов на процессы твердения и морозостойкость бетона : Автореферат дис., представл. на соискание учен. степени кандидата техн. наук /М-во высш. образования СССР. Моск. ордена Ленина хим.-технол. ин-т им. Д. И. Менделеева. — Москва, 1955. — 19 с.
- (1956) Тринкер, Б. Д. Исследования влияния сильной стабилизации на некоторые свойства цемента и бетона. ЖПХ АН СССР, 6, 1956.
- (1956) Горяйнов, К. Э.; Тринкер, Б. Д. ; Рывкин, Х. И. Указания по изготовлению сборных элементов и защитных покрытий на быстротвердеющих растворах из минеральных вяжущих, минеральной ваты и асбеста для тепловой изоляции трубопроводов, ёмкостей и оборудования / ; М-во строительства СССР. Техн. упр. Всесоюз. науч.-исслед. ин-т по строительству (ВНИИС). — Москва : [б. и.], 1956. — 12 с.
- (1957) Тринкер, Б. Д.; Горяйнов К. Э. Применение хлоралюмокальция для ускорения твердения растворов и бетонов и понижения их водонепроницаемости. Бюллетень технической информации Главленинградстроя, 1957, № 8.
- (1957) Тринкер, Б. Д.; Горяйнов К. Э. Быстротвердеющие и высокопрочные бетоны, изготовляемые без тепловой обработки. Главленстройматериалы. Ежемесячный бюллетень технической информации, Ленинград, N 4, 1957, с. 3-6.
- (1957) Тринкер, Б. Д. Руководство по проектированию и подбору состава гидротехнического и обычного бетона /М-во строительства РСФСР. Техн. упр. Науч.-исслед. ин-т по строительству. — Москва : Отд. техн. информации, 1957. — 52 с.
- (1957) Тринкер, Б. Д. Рекомендации по изготовлению железобетонных изделий из жёстких бетонных смесей методом поверхностной вибрации /М-во строительства СССР. Техн. упр. Всесоюз. науч.-исслед. ин-т по строительству. — Москва : Отд. техн. информации, 1957. — 22 с.
- (1957) Тринкер, Б. Д. Рекомендации по производству крупных офактуренных блоков из крупнопористого бетона /М-во строительства СССР. Техн. упр. Всесоюз. науч.-исслед. ин-т по строительству. — Москва : Отд. техн. информации, 1957. — 10 с.
- (1957) Тринкер, Б. Д. Нарастание во времени прочности растворов и бетонов при добавке поверхностно-активных веществ и электролитов. Исследования. Бетоны и растворы. Сб. трудов., М., Госстройиздат, 1957, c. 73-112.
- (1958) Тринкер, Б. Д.; Субботкин, М. И. Виброштампование бетонных и железобетонных изделий /М-во строительства РСФСР. Техн. упр. Науч.-исслед. ин-т по строительству. — Москва : Отд. техн. информации, 1958. — 46 с. : ил. ; 22. — Библиогр.: с. 44-45 (40 назв.).
- (1959) Тринкер, Б. Д.; Плутенко В. П. Защита от коррозии железобетонных вентиляционных и дымовых труб, работающих в условиях агрессивных газов. НИИС Минстроя РСФСР, Техн. упр. Науч.-исслед. ин-т по строительству. — Москва : ЦБТИ, 1959. — 40 с.
- (1959) Тринкер, Б. Д. Морозостойкость бетона и методика его испытания. «Морозостойкость бетона», НИИЖБ, Госстройиздат, вып. 12, 1959.
- (1959) Тринкер, Б. Д. Вопросы морозостойкости бетона. Сб. «Бетоны и растворы», Госстройиздат, 1959.
- (1960) Юнг, В. Н.;  Тринкер, Б. Д. Поверхностно-активные гидрофильные вещества и электролиты в бетонах / Под ред. чл.-кор. Акад. строительства и архитектуры СССР Ю. М. Бутта ; М-во строительства РСФСР. Техн. упр. Науч.-исслед. ин-т по строительству. — Москва : Госстройиздат, 1960. — 166 с.
- (1961) Тринкер, Б. Д. Временная инструкция по обогреву бетона паровыми калориферами при возведении железобетонных монолитных дымовых труб в зимних условиях /М-во строительства РСФСР. Техн. упр. Науч.-исслед. ин-т по строительству. — Москва : ЦБТИ, 1961. — 23 с.
- (1963) Тринкер, Б. Д. Вопросы морозоустойкости бетона высотных сооружений. Журнал «Специальные работы в промышленном строительстве», ЦБТИ Госмонтажспецстроя, 1/13, 1963.
- (1964) Тринкер, Б. Д.; Заседателев, И. Б. Указания по выбору состава бетона и бетонированию железобетонной башни Московской радиопередающей станции телевидения высотой 520 м : МСН 49-64 / ГМСС СССР Утв. 28/V 1964 г /Гос. производ. ком. по монтажным и спец. строит. работам СССР. ЦБТИ. — Москва, 1964. — 59 с.
- (1964) Горяйнов, К. Э., Тринкер, Б. Д. Влияние тепловой обработки на прочность и морозостойкость бетона. Журнал «Бетон и железобетон», 4, 1964.
- (1966) Скрамтаев, В. Г.; Панфилова, Л. И.; Тринкер Б. Д. О мерах борьбы с ложным схватыванием, «Цемент», 2, 1966.
- (1966) Тринкер, Б. Д. Исследование прочности сцепления, морозостойкости и водопроницаемости бетона с рабочими швами бетонирования. Труды VI Всесоюзной конференции по бетону и железобетону. Госстройиздат, 1966.
- (1966) Тринкер, Б. Д. Повышение долговечности дымовых железобетонных труб. Журнал «Промышленное строительство», 1966, N 11, с. 37-39.
- (1967) Тринкер, Б. Д. Исследование прочности сцепления, морозостойкости и водопроницаемости бетона с рабочими швами бетонирования. Журнал «Гидротехническое строительство», 9, 1967.
- (1967) Скрамтаев, Б. Г.; Тринкер Б. Д. О повышении долговечности железобетонных башенных градирен. Журнал «Бетон и железобетон», N 1, 1967.
- (1968) Тринкер, Б. Д. Производство бетонных работ на строительстве телебашни. Сб. «Совершенствование методов возведения монолитных железобетонных сооружений», МДНТП им. Ф. Э. Дзержинского, М., 1968.
- (1968) Тринкер, Б. Д., Долгов Ю. И. Механизация производства бетонных работ на строительстве телевизионной башни. Журнал «Механизация строительства», 2, 1968.
- (1968) Тринкер, Б. Д. Бетон башни Московского телевизионного центра. Журнал «Специальные работы в промышленном строительстве», вып. 1-2, с. 37-38., ЦБТИ Минмонтажспецстроя СССР, 1968.
- (1968) Тринкер, Б. Д., Лопатникова Л. Я., Влияние качества цемента на свойства и долговечность бетона. Научно-техническое совещание-семинар по защите от коррозии строительных конструкций, вып. 1., Госстройиздат, М., 1968.
- (1969) Тринкер, Б. Д.; Егоров, Л. А. Коррозия и защита железобетонных промышленных труб. — Москва : Стройиздат, 1969. — 127 с. : ил. ; 20. — Библиогр.: с. 124—126.
- (1969) Тринкер, Б. Д. Возведение телевизионной башни высотой 533 метра в Останкино. Министерство монтажных и специальных строительных работ СССР. Главтепломонтаж. Всесоюзный научно-исследовательский и проектный институт Теплопроект, Москва 1969, 55 с.
- (1970) Тринкер Б. Д. Указания по применению бетона с добавкой концентратов сульфитно-дрожжевой бражки, СН 406-70, Стройиздат, Москва 1970.
- (1970) Shishkov, I., Trinker B., Zasedatelev, I., Service life of concrete smoke-stacks. Build International, vol. 3, Nr. 3, March 1970, Rotterdam, pp. 57-61.
- (1970) Шестопёров, С. В.; Тринкер, Б. Д. Опыт применения пластификаторов и пластифицированных цементов при производстве сборных железобетонных изделий. Путы снижения расхода цемента в промышленности сборного железобетона. МДНТП им. Ф. Э. Дзержинского, 1970.
- (1973) Тринкер, Б. Д.; Феднер, Л. А.; Тарнаруцкий Г. М. Тепловая обработка изделий, изготовляемых из пластифицированного бетона. Тепловая обработка бетона. Москва, МДНТП им. Ф. Э. Дзержинского, 1973.
- (1974) Специальные бетоны и сооружения : [Сборник статей /Науч. ред. Б. Д. Тринкер. — Москва : ВНИПИ теплопроект, 1974. — 120 с. : ил. ; 20. — (Министерство монтажных и специальных строительных работ СССР. Главтепломонтаж. Всесоюзный научно-исследовательский и проектный институт «Теплопроект». Сборник трудов ; Вып. 30).
- (1974) Тринкер Б. Д. Инструкция по выбору состава бетона и технологии бетонирования при креплении шахтных стволов, проходимых в сложных гидрогеологических условиях. ВСН 326-74, Минмонтажспецстрой СССР, Москва, 1972, с. 1-32.
- (1974) Тринкер, Б. Д.; Жиц Г. Н. Структурно-механические свойства цементного теста и свежеуложенного бетона. Бетон и железобетон, 1, 1974.
- (1974) Тринкер, Б. Д., Котельников, Д. Д., Ковда, А. Ю. Продукты коррозии бетона и процессы его разрушения при воздействии сернистого газа. Журнал «Доклады Академии Наук СССР», 1974, Т. 219, N 2, с. 412—416.
- (1975) Тринкер, Б. Д. Химические добавки в бетон с целью экономии цемента и сокращения продолжительности тепловой обработки. Промышленность сборного железобетона, вып. 3, 1975.
- (1975) Тринкер, Б. Д.; Дёмина, Г. Г.; Жиц Г. Н. Бетоны высокой морозостойкости для высотных железобетонных сооружений, возводимых в зимнее время. RILEM 1975, Второй международный симпозиум по зимнему бетонированию. Москва: Стройиздат, 1975, том 2, с. 270—281.
- (1975) Тринкер, Б. Д., Дёмина, Г. Г. Бетоны высокой морозостойкости с заданной структурой. Межотраслевая информация. Информационный листок N 17 (0176), ЦБНТИ Минмонтажспецстроя СССР, 1975.
- (1976) Тринкер, Б. Д.; Заседателев, И. Б.; Дёмина, Г. Г. Исследование влияния однократного замораживания на нарастание прочности бетона. ВНИПИ «Теплопроект». Специальные бетоны и сооружения, N 41, 1976, с. 14-21.
- (1976) Тринкер, Б. Д.; Жиц, Г. Н.; Тринкер, А. Б. Эффективность применения химических добавок. Сб. трудов «Пути снижения материальных и трудовых затрат в промышленности сборного железобетона». МДНТП им. Ф. Э. Дзержинского, 1976.
- (1976) Специальные бетоны и сооружения : [Сборник статей] /[Науч. ред. Б. Д. Тринкер]. — Москва : Б. и., 1976. — 68 с. : ил. ; 20. — (Министерство монтажных и специальных строительных работ СССР. Главтепломонтаж. Всесоюзный научно-исследовательский и проектный институт «Теплопроект». Сборник трудов ; Вып. 41).
- (1976) Тринкер, Б. Д. Основные положения для выбора материалов и составов бетона для специальных высотных железобетонных сооружений. Труды ВНИПИ Теплопроект Минмонтажспецстроя СССР, вып. 41, 1976.
- (1977) Специальные бетоны и защита строительных конструкций от коррозии : [Сборник статей] /[Науч. ред. Б. Д. Тринкер]. — Москва : Б. и., 1977. — 134 с. : ил. ; 21. — (М-во монтаж. и спец. строит. работ. СССР, Главтспломонтаж, Всесоюз. н.-и. и проект. ин-т, [ВНИПИ], Теплопроект. Сборник трудов ; Вып. 44).
- (1977) Тринкер, Б. Д. Химизация технологии бетона и железобетона. Сб. трудов «Специальные бетоны и защита строительных конструкций от коррозии». Труды ВНИПИ Теплопроект, вып. 44, 1977.
- (1977) Тринкер Б. Д. Инструкция по бетонированию конструкций тяжёлых морских причалов, возводимых в условиях низкотемпературной среды. ВСН 336-76, Минмонзтажспецстрой СССР, М., 1977, с. 1-60.
- (1977) Тринкер, Б. Д.; Жиц, Г. Н.; Тринкер, А. Б. Эффективность применения комплексных добавок из ПАВ и электролитов. Журнал «Бетон и железобетон», 1977, N 10, с. 12-13.
- (1978) Тринкер, Б. Д. Промышленность сборного железобетона, вып. 4, Москва, 1978, Минпромстрой СССР, ВНИИЭСМ, с. 1-54.
- (1980) Чумаков, Ю. М.; Тринкер, Б. Д.; Дёмина, Г. Г.; Маньковская, Г. Н.; Тринкер, А. Б. Влияние суперпластификаторов на свойства бетона. Журнал «Бетон и железобетон», N 10, 1980, Москва.
- (1982) Тринкер, Б. Д. Теоретические и экспериментальные исследования влияния поверхностно-активных веществ и электролитов на свойства бетона. Сб. трудов «Конструкция и строительство специальных сооружений». Труды ВНИПИ Теплопроект, 1982.
- (1983) Тринкер, Б. Д.; Садакова В. Н.; Кокин, А. А. Лёгкий полимерсиликатный бетон как футеровочный материал промышленных труб для сильноагрессивных сред. Всесоюзная конференция "Современные проблемы разработки, проектирования, возведения и эксплуатации монолитных железобетонных труб. Сб. трудов. Москва, ВДНХ СССР, 1983, с. 31-33.
- (1986) Тринкер, Б. Д. СНиП 2.03.11-85 Защита строительных конструкций от коррозии, Госстрой СССР, 1986.
- (1987) Тринкер, Б. Д.; Дёмина, Г. Г.; Лазутина, Г. В.; Жиц, Г. Н.; Тринкер, А. Б. Руководство по применению химических добавок к бетону при возведении специальных высотных и других сооружений и производстве сборных железобетонных изделий, Министерство монтажных и специальных строительных работ СССР, Главтепломонтаж; Всесоюзный научно-исследовательский и проектный институт «Теплопроект», Москва 1987, с. 1-61.
- (1989) Тринкер, Б. Д.; Уздин, Г. Д.; Тринкер, А. Б.; Чирков, Ю. Б. Опыт применения полифункционального пластификатора ЛТМ. Журнал «Бетон и железобетон», 1989, N 4, с. 4-5.
- (1990) Совершенствование конструкций и строительство дымовых труб /[К. т. н. Ф. П. Дужих, к. т. н. Б. Д. Тринкер]. — М. : ВНИИНТПИ, 1990. — 47 с. : ил. ; 20. — (Строительство и архитектура : Обзор. информ. / ВНИИ пробл. науч.-техн. прогресса и информ. в стр-ве . Серия «Промышленные комплексы, здания и сооружения» ; Вып. 2). — (Мировой уровень развития строительной науки и техники). — Библиогр.: с. 42-47.
- (1990) Тринкер, Б. Д.; Садакова, В. Н.; Кокин, А. А. Полимерсиликатные бетоны для сборных и монолитных конструкций и сооружений. Журнал «Специальные строительные работы», ММСС СССР, М., 2, 1990, с. 18-23.
- (1990) Тринкер, Б. Д.; Кремнёв, Г. С.; Луценко, А. А. Полимерцементный бетон — свойства и применение. Журнал «Специальные строительные работы», ММСС СССР, М., 2, 1990, с. 30-34.
- (1991) Тринкер Б. Д. и др., ГОСТ 24211-91 «Добавки для бетонов. Технические требования», 1991.
- (1992) Тринкер Б. Д., Тринкер А. Б. «Надёжность и долговечность высотных сооружений из монолитного бетона», журнал «Монтажные и специальные работы в строительстве», Москва, № 11/12, 1992, стр. 19-24.
- (1993) Тринкер Б. Д., Локшин В. Г. «Строительство зданий методом „выдвижения“ этажей», журнал «Жилищное строительство», № 8, 1993, Москва, стр. 3-6.